# 半索動物

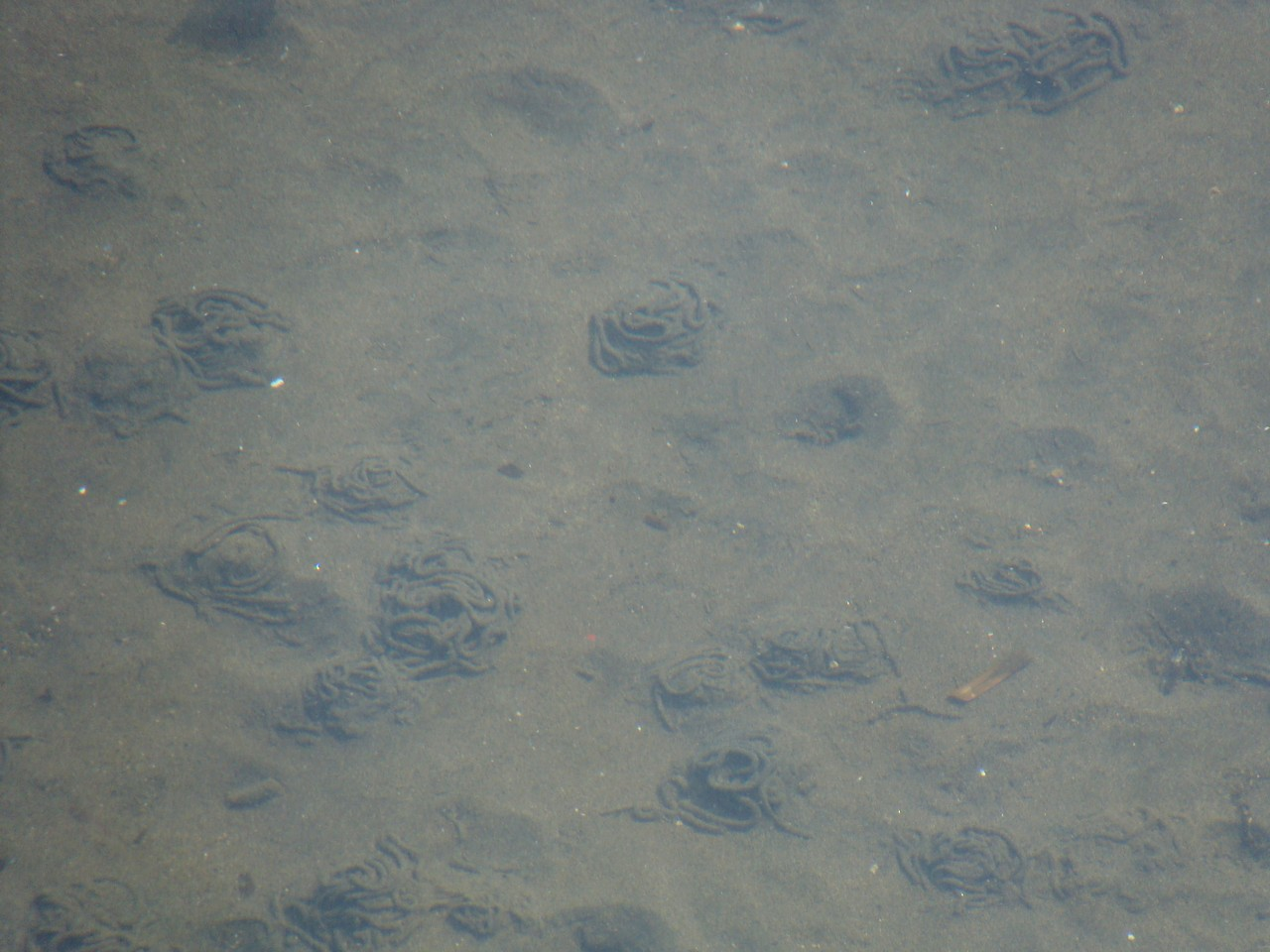
ギボシムシ類の排泄物

半索動物（はんさくどうぶつ、Hemichordata）は、後生動物の1グループである。分類階級は半索動物門が当てられる。
ヒトなどの脊索動物や棘皮動物とともに新口動物に属する。おそらく棘皮動物に近縁だが、新口動物の基底的な側系統とする説もある。
半索動物には90種程度の現生種があり、腸鰓類（ギボシムシ類）と翼鰓類（フサカツギ類）の2つの主要な現生グループを含む。ギボシムシ類は柔軟性に富む肉質の体を持ち、浅海の砂泥中に生息している。フサカツギ類は深海底などで群体を形成し、固着性の生活をしている。また、筆石とよばれる化石は、フデイシ類という絶滅した第3のグループに分類される。

## 特徴
- 体は前体、中体、後体の連続した3つの部分からなり、前体に1つ、中体と後体にそれぞれ1対ずつの真体腔をもつ。
- 鰓裂（さいれつ）とよばれる咽頭部の開口をもつ。これは脊索動物と共通の特徴である。
- 開放血管系をもち、前部にある拍動部（心胞）によって無色透明な血液を循環させている。
- 雌雄異体である。ギボシムシ類は体外受精で、フサカツギ類もおそらく体外受精で繁殖する。

## 脊索動物との関係
半索動物は、口盲管（半索）という脊索に似た構造を持つため、脊索動物との類縁関係が指摘され、半索動物という学名がついた。鰓裂（さいれつ）という共通構造をもつことから、脊索動物と半索動物が類縁関係にあることは正しいとされるが、脊索と口盲管との相同性については疑問が提示されている。例えば、脊索形成時に発現するBra遺伝子が口盲管の形成時には認められないなど、両者の相同性を支持する結果は得られていない。
脊索動物と半索動物の起源については2つの説がある。1つ目の説は、これらの共通祖先はフサカツギ様の着生生活性の動物であり、これが幼形成熟（ネオテニー）的な進化をすることでギボシムシ類や脊椎動物のような自由生活性の動物が現れたとするものである。
2つ目は、ギボシムシ様の自由生活性の動物が共通祖先であり、ここから着生生活性の動物が分岐したとする説である。
18SrDNAを用いた解析結果などでは、ギボシムシ様の自由生活性の動物が共通祖先であることを支持する結果が得られている。

## 分類
腸鰓綱（ギボシムシ綱） Enteropneusta
細長い体形の柔軟性に富む肉質の体をもち、浅海の砂泥中に生息している。体長は数cmから2m程度まで。欄干の飾りである擬宝珠（ぎぼし）に前体部が似ていることから、ギボシムシの名前がついた。英語ではこの部分をドングリ（acorn）にみたて、acorn wormと呼ぶ。
翼鰓綱（フサカツギ綱） Pterobranchia
分泌物で棲管を作り、群体生活をする。体長は数mm程度。中体に数対の触手がある。
プランクトスフェラ綱 Planctosphaeroidea
1種 Planctosphaera pelagica の幼生（プランクトスフェラ）のみが知られる。
筆石綱 Graptolithina
フサカツギに類似した構造の棲管をもち、フサカツギ綱に属するとされる場合もある。示準化石として知られる筆石は、この棲管部である。

### ユンナノゾーン
この類の化石としては、フデイシがそれらしいとされるほかには、確かなものはなかった。しかし、中国雲南省のカンブリア紀初期の地層から発見されたユンナノゾーンは、当初はナメクジウオのような動物と考えられたが、詳細に調べた結果、この類に属するものであると発表した。それによると、体長は約4cm、やや左右に平らな胴を持つ動物で、海底面をはい回っていたと考えられている。